# Protos
Protos war ein deutscher Automobil- und Nutzfahrzeughersteller in Berlin.

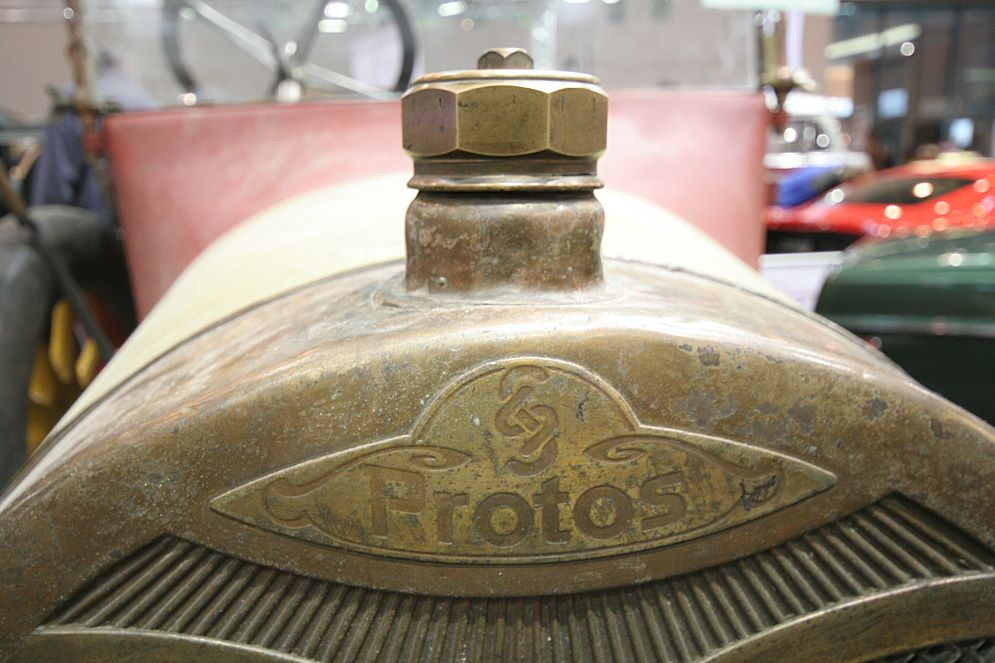
Protos-Emblem

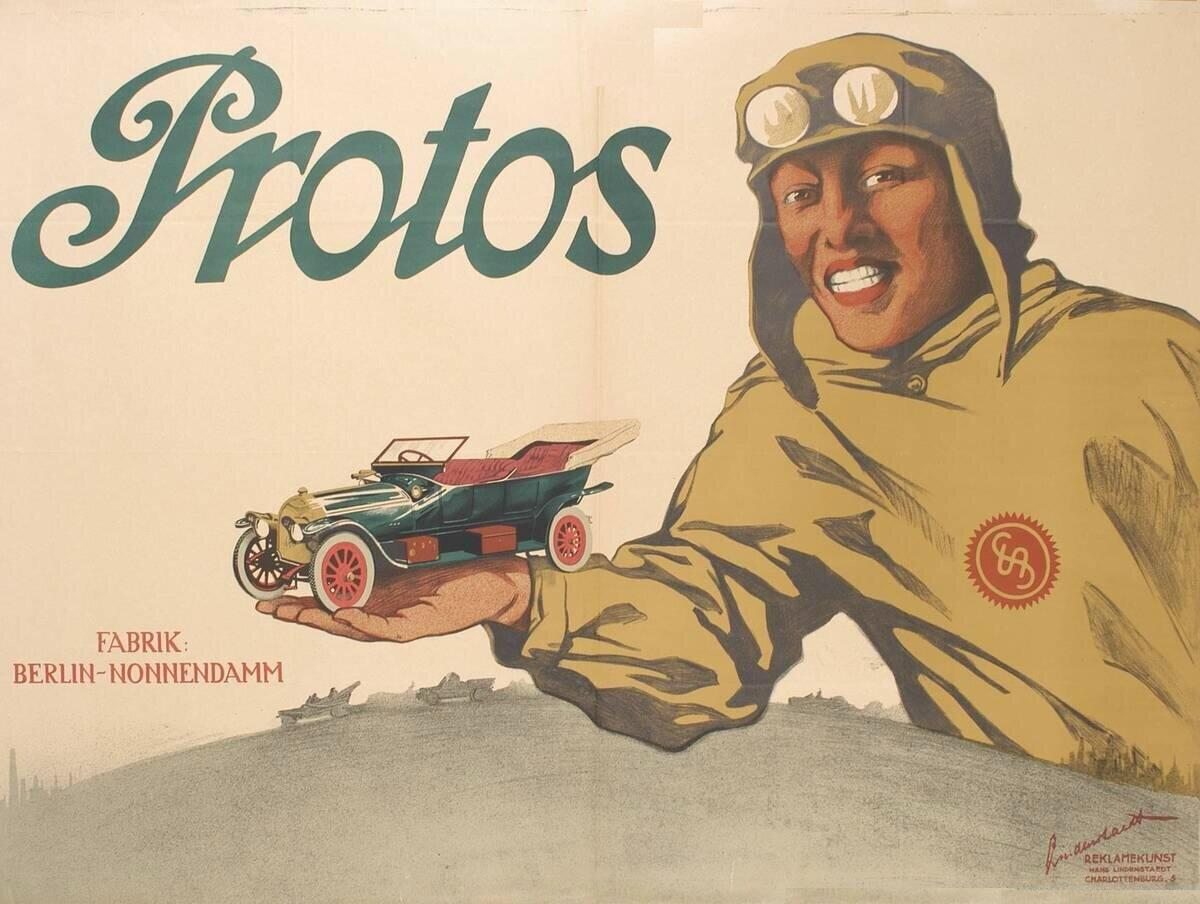
Protos, Fabrik Berlin-Nonnendamm (1910)

## Unternehmensgeschichte
Das Unternehmen wurde 1898 vom Ingenieur Alfred Sternberg und von Oskar Heymann als Motorenfabrik Protos in der damals noch selbstständigen Stadt Schöneberg bei Berlin gegründet. 1906 wurde der Unternehmenssitz von der Schöneberger Großgörschenstraße 39 nach Reinickendorf verlegt. Die Siemens-Schuckertwerke übernahmen 1908 Protos komplett und verlegten das Unternehmen nach Spandau an den Nonnendamm in Siemensstadt, wobei der Name Protos Automobilwerk Nonnendamm GmbH entstand. 1911 wurde die Firma in Protos Automobile GmbH geändert.
Protos entwickelte auch Elektromobile, die teilweise im Werk Wilhelmsruh der Bergmann Elektrizitätswerke hergestellt wurden. Im Jahr 1926 wurde das Unternehmen an die AEG verkauft und Protos wurde mit der AEG-Tochtergesellschaft NAG (Nationale Automobil-Gesellschaft) fusioniert. Die neue NAG-Protos AG hatte nur ein Jahr Bestand. Zum 1. Januar 1928 übernahm NAG-Protos die Chemnitzer Presto-Werke. Mit der Umfirmierung in Nationale Automobil-Gesellschaft A.G. Abteilung Prestowerke, Chemnitz erlosch der Name Protos.

## Die Nutzfahrzeuge von Protos
Um 1908 baute Protos am Nonnendamm in Berlin einen Elektrolastwagen für kommunale Zwecke. Konstrukteure der Nutzfahrzeuge waren u. a. Ernst Valentin und Franz Starkloph. Das Fahrzeug wurde über die Hinterräder von zwei Radnabenmotoren angetrieben. Außer dem normalen Lenkrad befanden sich rechts und links an der Außenseite des LKW zusätzliche Lenkräder, die vom Fahrer, der neben dem Fahrzeug herging, bedient werden konnten. Diese Einrichtung gab es u. a. auch bei Faun. Dieser kommunale E-LKW wurde auch von Protos als normaler E-LKW mit vier Tonnen Nutzlast und als E-Omnibus gebaut. Die Fahrgestelle wurden bei Siemens-Schuckert und die Motoren von Siemens & Halske hergestellt. 1911 wurde der Nutzfahrzeugbau für Elektrofahrzeuge eingestellt.
Neben den Personen- und Lieferwagen wurden ab 1913 auch wieder LKW- sowie Omnibus-Typen als Frontlenker mit 2,5 t und bis zu 30 PS hergestellt. Während des Ersten Weltkrieges entstanden viele LKW mit 40 PS und 3 t Nutzlast als sogenannte Regeldreitonner. Außerdem wurde ein LKW-Typ mit 50 PS und 4,5 t Nutzlast gebaut. Die Kraftfahrzeug AG (KAG) übernahm den Verkauf und Vertrieb der LKW. Nach dem Krieg wurden die nicht mehr benötigten LKW, die auf Halde standen, bis in die 1920er Jahre noch angeboten. Die Produktion beschränkte sich auf Personen- und Lieferwagen.

## Die PKW-Herstellung und Modelle von 1905 bis 1927

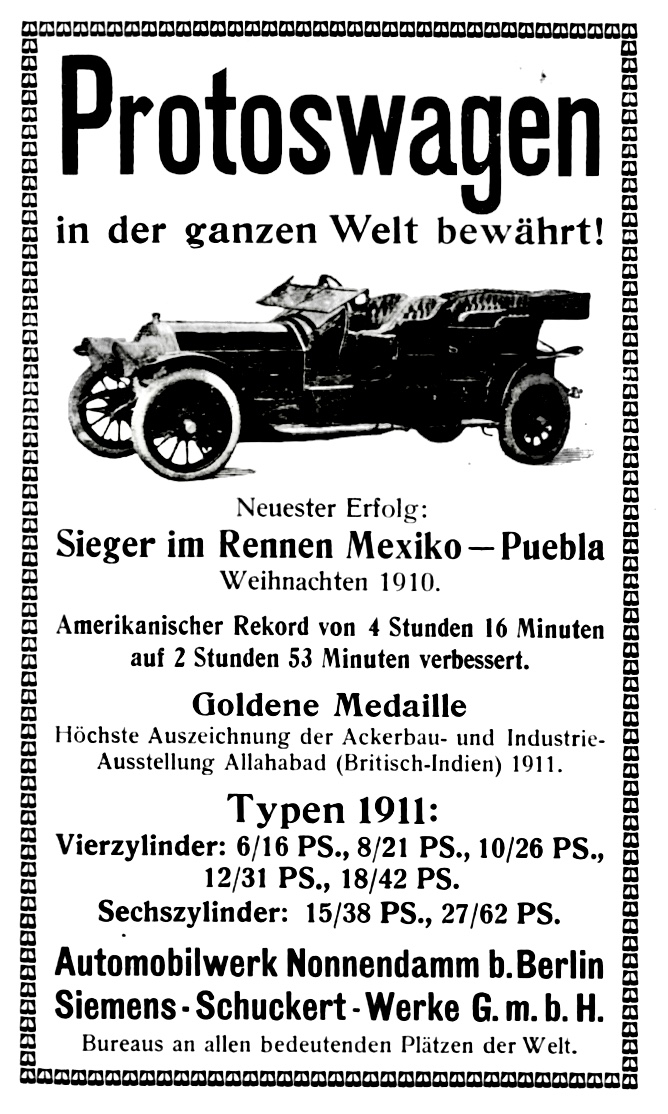
Protos von 1911
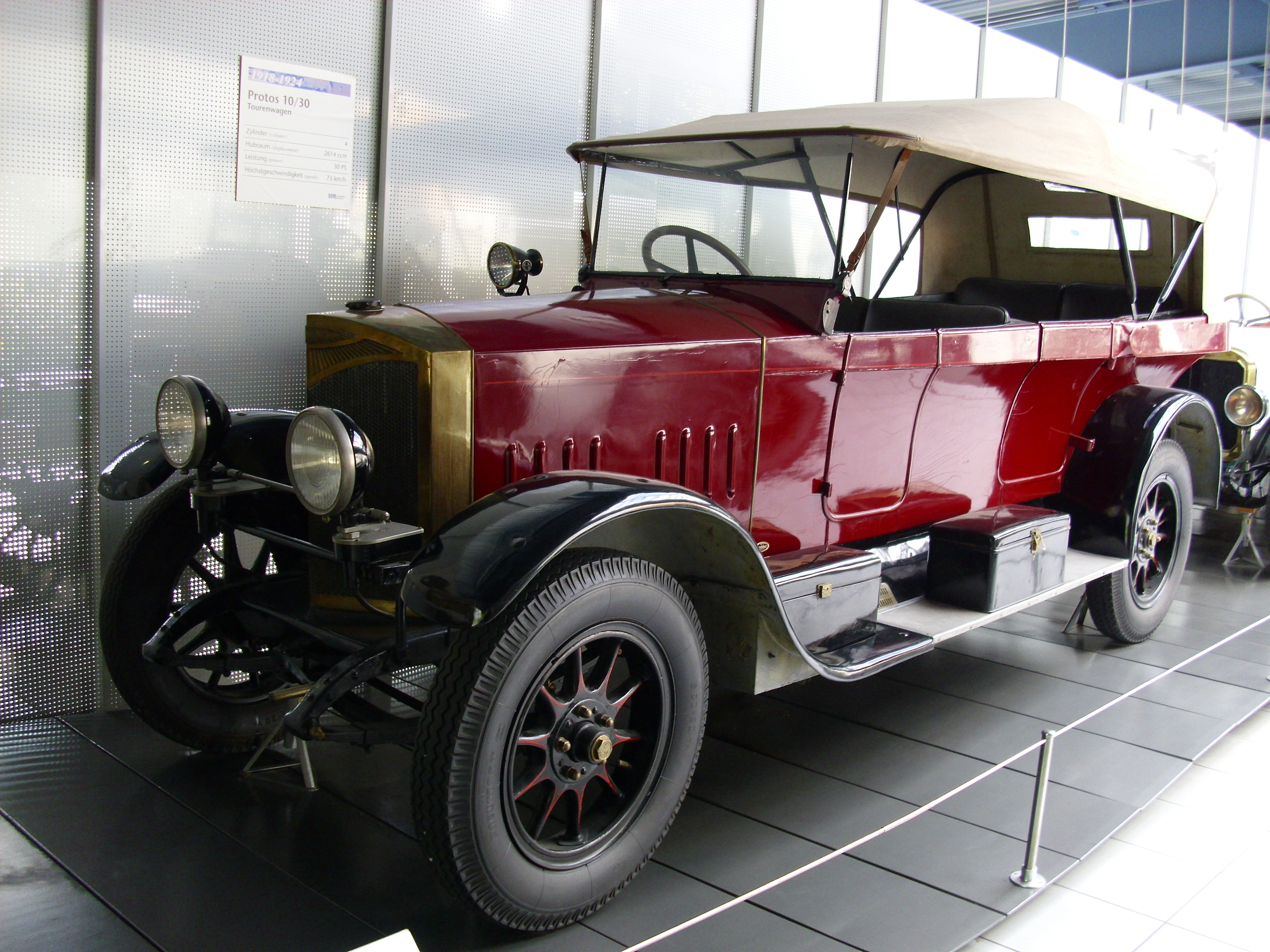
Protos Typ C von 1918–1924
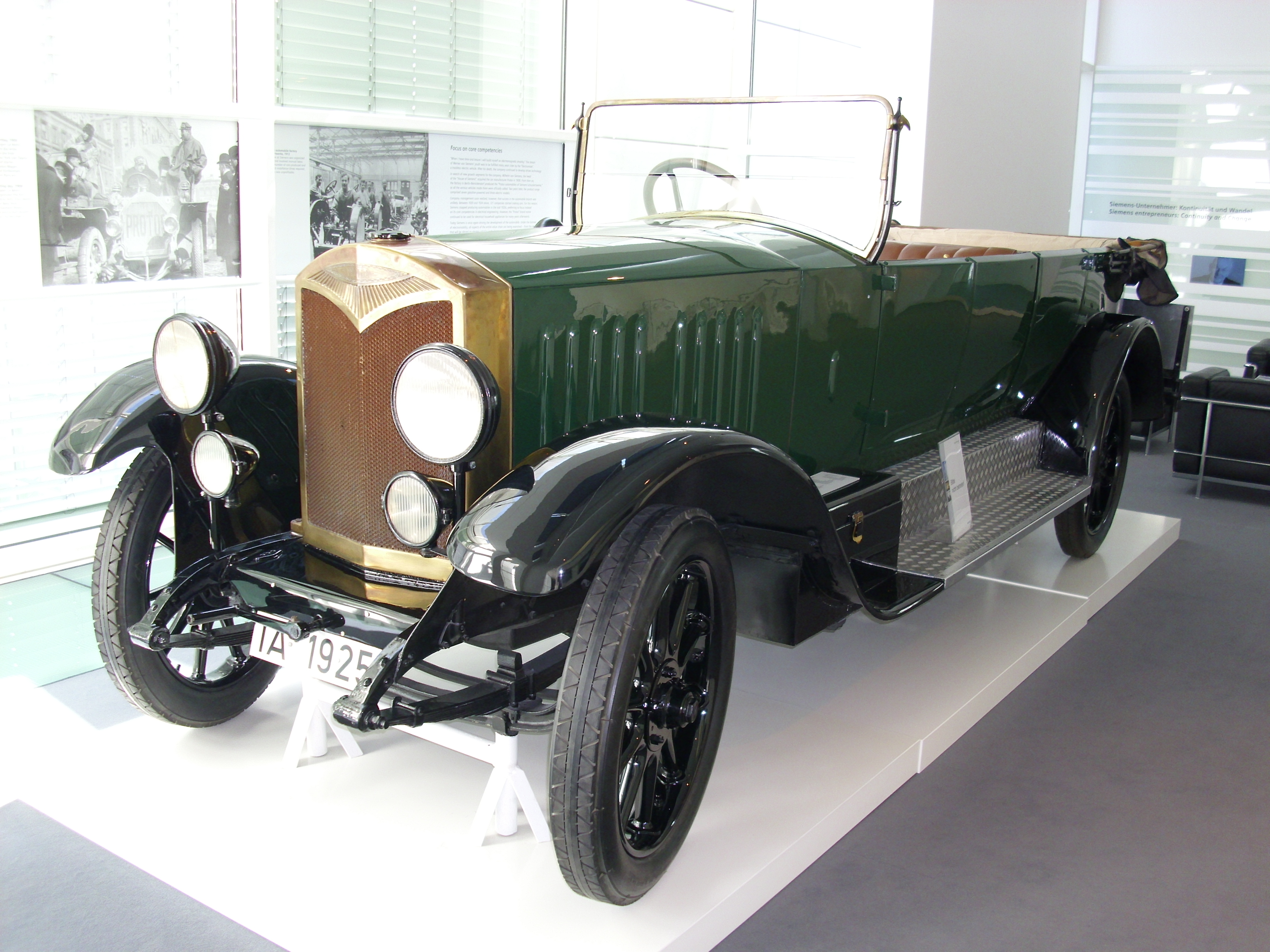
Protos Typ C 1 von 1925
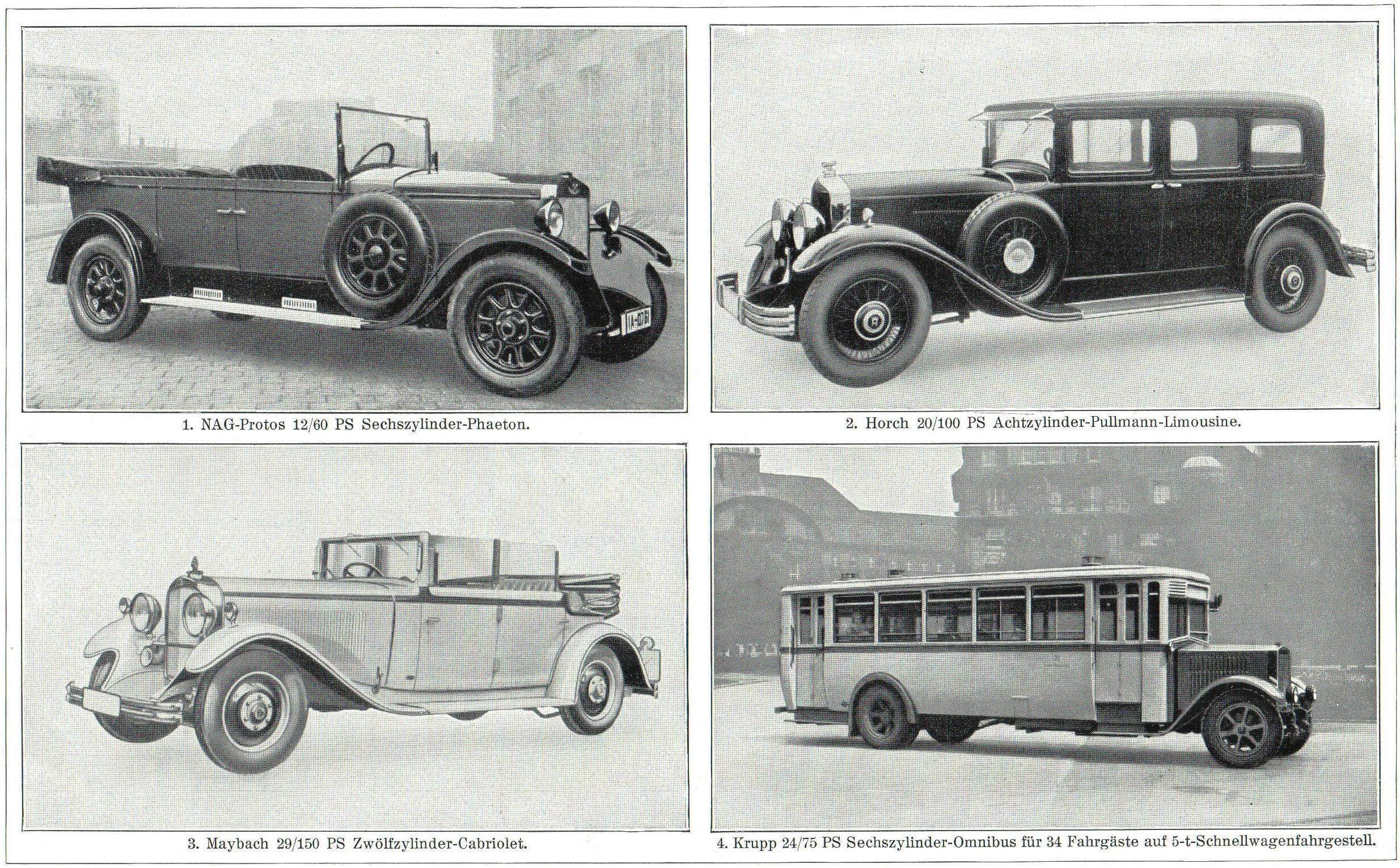
60 PS Protos (1932)
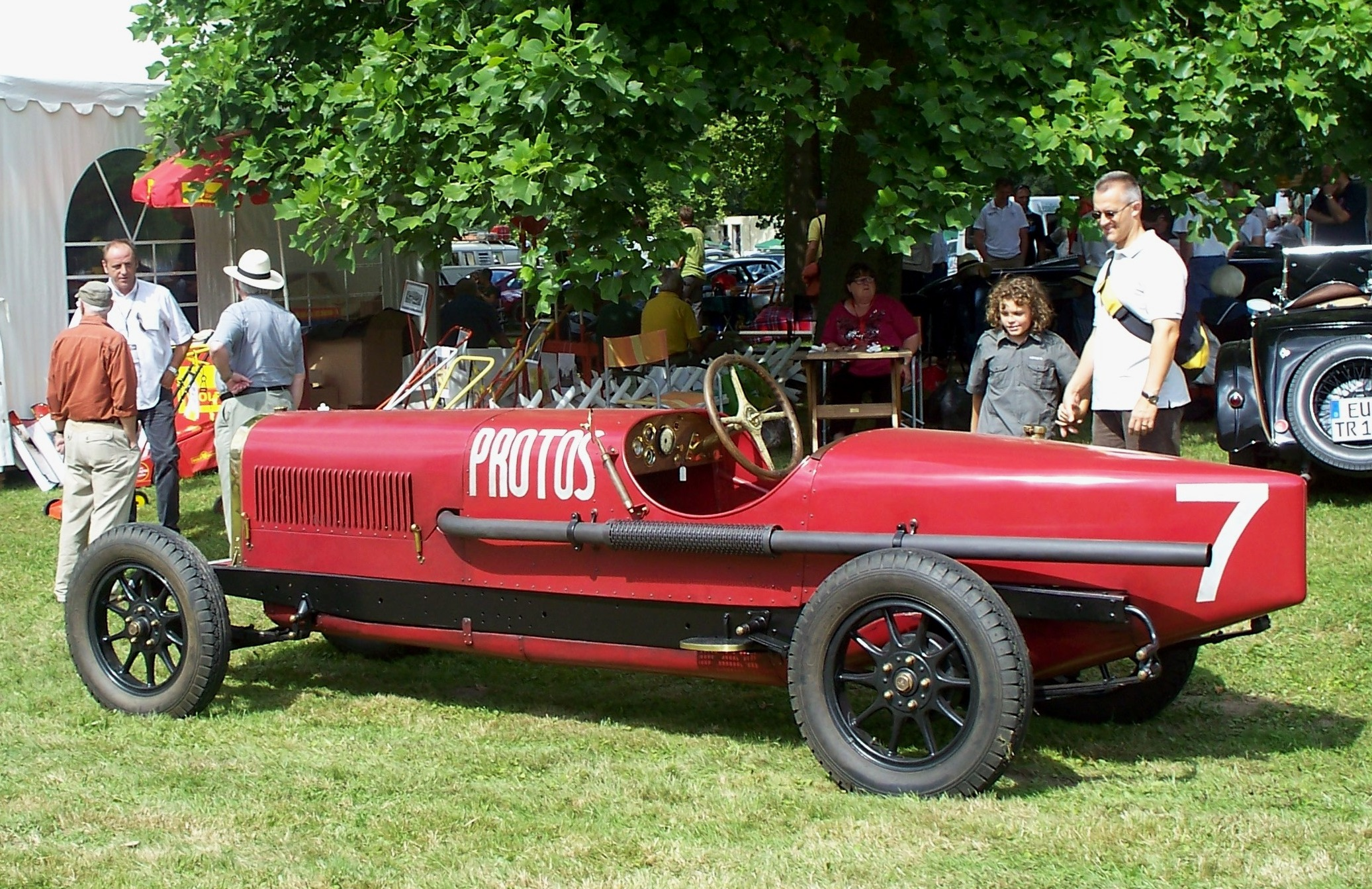
Protos-Rennwagen

Die PKW-Modelle, die dem damaligen Lieferwagen sehr ähnlich waren, genossen seinerzeit einen guten Ruf, und Protos war ein Autohersteller mit sehr hoher Wertschätzung für Zuverlässigkeit. Das wurde auch hauptsächlich aus dem – später aberkannten – Sieg des Langstreckenrennens von New York nach Paris im Jahre 1908 gefördert. Das verwendete Fahrzeug war jedoch ein umgebauter leichter LKW.
| Typ               | Bauzeitraum | Zylinder | Hubraum  | Leistung        | Vmax     |
| ----------------- | ----------- | -------- | -------- | --------------- | -------- |
| 17/35 PS          | 1905–1908   | 4 Reihe  | 4561 cm³ | 35 PS (25,7 kW) | 85 km/h  |
| Typ E1 (18/42 PS) | 1906–1914   | 4 Reihe  | 4561 cm³ | 44 PS (32,3 kW) | 90 km/h  |
| 6/10 PS           | 1908        | 4 Reihe  | 1596 cm³ | 11 PS (8,1 kW)  | 60 km/h  |
| Typ G (6/12 PS)   | 1908        | 4 Reihe  | 1502 cm³ | 12 PS (8,8 kW)  | 55 km/h  |
| 26/50 PS          | 1908–1914   | 6 Reihe  | 6840 cm³ | 55 PS (40 kW)   | 100 km/h |
| Typ E2 (27/65 PS) | 1908–1914   | 6 Reihe  | 6840 cm³ | 65 PS (48 kW)   | 115 km/h |
| Typ F (18/45 PS)  | 1910–1912   | 6 Reihe  | 4578 cm³ | 48 PS (35,3 kW) | 100 km/h |
| Typ G1 (6/18 PS)  | 1910–1914   | 4 Reihe  | 1570 cm³ | 18 PS (13,2 kW) | 60 km/h  |
| Typ C (10/30 PS)  | 1918–1924   | 4 Reihe  | 2614 cm³ | 30 PS (22 kW)   | 75 km/h  |
| Typ C1 (10/45 PS) | 1924–1927   | 4 Reihe  | 2614 cm³ | 45 PS (33 kW)   | 85 km/h  |

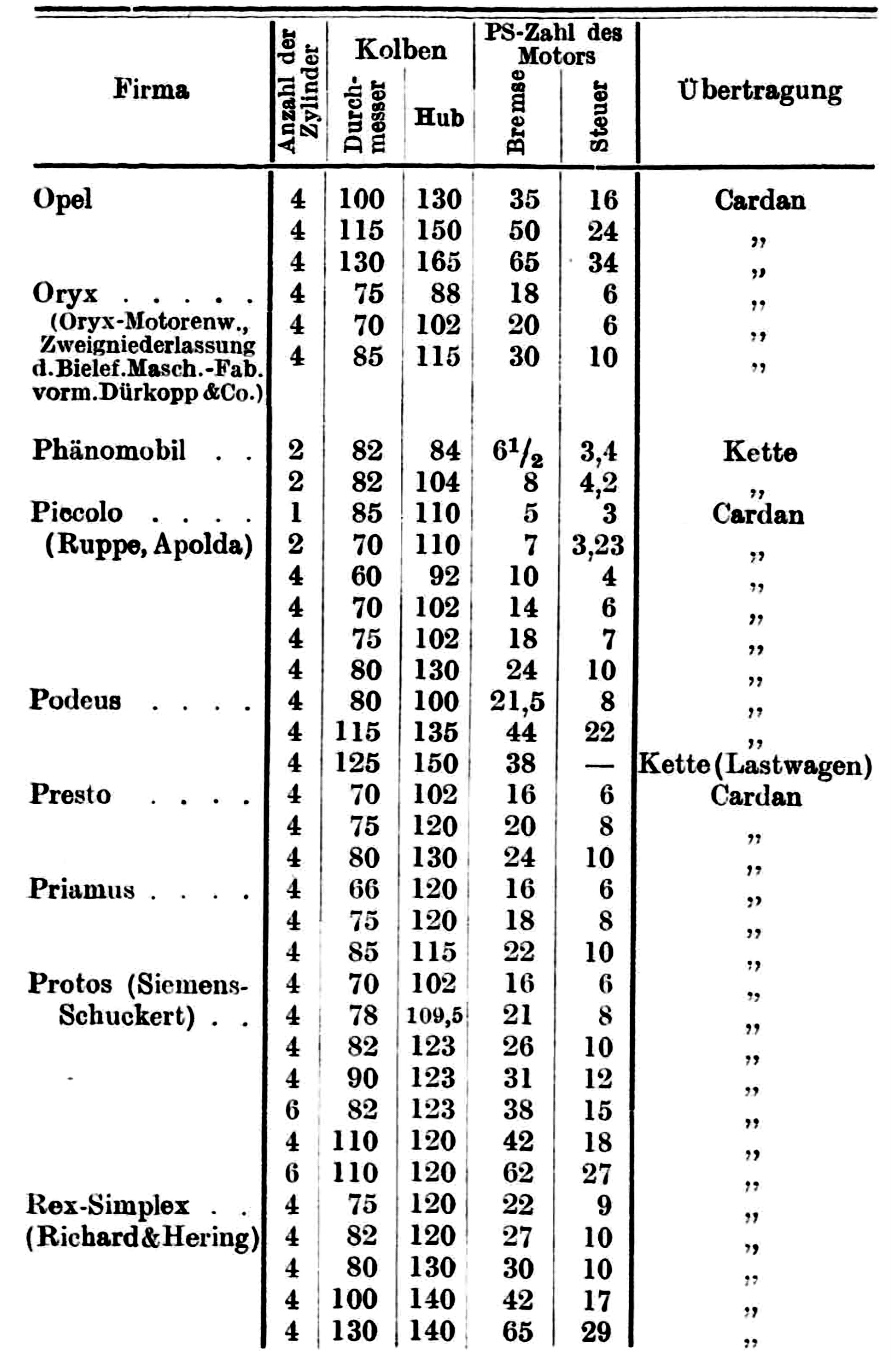
Protos-Motorenprogramm um 1910

Der 17/35 Motor von 1905 mit 4561 cm³ hatte eine Bohrung von 110 mm und einen Hub von 120 mm. Die max. Drehzahl lag bei 2400/min.
Eine Protos-Luxuslimousine des brasilianischen Außenministers steht im Museum von Rio de Janeiro.

## Herstellung von Haus- und Elektrogeräten und Unterhaltungselektronik
Ab Herbst 1925 wurde der Markenname Protos von Siemens ebenfalls für Hausgeräte und Radios genutzt. Die Verwendung des Markennamens wurde um 1958 eingestellt und wurde bis dahin noch für einige Produkte verwendet. 1964 wurde ein Tonbandgerät, Produziert von Grundig für Siemens unter der Handelsbezeichnung „Protos“ angeboten. Ein Staubsaugermodell „Protos“ wurde um die Jahrtausendwende durch BSH vertrieben.

## Die erste PKW-Reise um die Welt

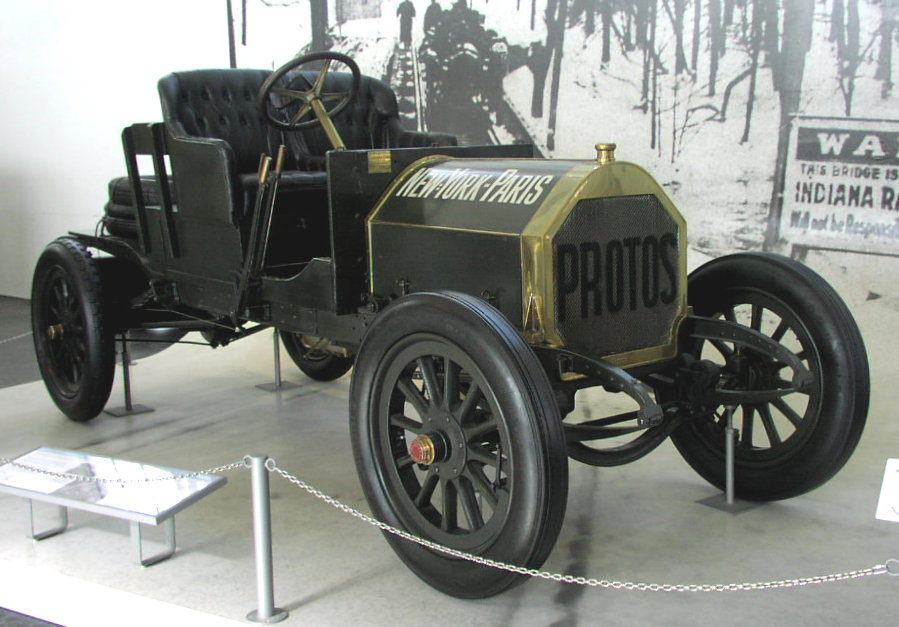
Protos-Wettfahrtwagen von 1907

Legendär wurde der Protos als Teilnehmer des damals längsten Autorennens der Welt, das 1908 von New York nach Paris ging. Die Route führte über Kanada, Alaska, China, die Mongolei, Sibirien und Russland. Von sechs teilnehmenden Startern erreichte der Protos mit Oberleutnant Hans Koeppen am Lenkrad am 26. Juli 1908 als erster das Ziel in Paris. Sie wurden später auf Platz 2 zurückgesetzt, da sie nie in Alaska waren. Die erste PKW-Reise um die Welt hatte somit Thomas (USA) gewonnen.
Am 12. Februar 1908 starteten nur sechs von eigentlich 13 gemeldeten Fahrzeugen, wobei außer dem Protos noch die PKW-Hersteller De Dion-Bouton, Motobloc, Sizaire-Naudin, Züst und Thomas (USA) teilnahmen.
Der Protos-Wagen für die Welt-Rallye leistete 40 PS und wurde einem Berliner Karosseriebauunternehmen, der Wagenfabrik Jos. Neuss, nur für diesen Zweck aufgebaut. Das Fahrgestell allein wog bereits 1,1 t; komplett ausgerüstet und mit 800 Liter Benzin betankt kam es auf 2,7 t.
Der weltreisende Protos steht im Deutschen Museum in München. Das Exponat schenkten die Siemens-Schuckertwerke 1908 dem fünf Jahre zuvor eröffneten Museum.